# Oleg Reabciuk
Oleg Reabciuk (Ialoveni, 1998. január 16. –) moldáv válogatott labdarúgó, az orosz Szpartak Moszkva játékosa.

## Pályafutása

### Klubcsapatokban
Négyéves volt, amikor szüleivel Portugáliába költöztek, a Santarém kerületi Rio Maior városába. Korosztályos szinten a portugál Rio Maior, a Sporting, a Belenenses és a Porto akadémiáján is megfordult. 2017-ben négyéves szerződést kötött a Porto első csapatával.  2017. november 26-án debütált a második csapatban a Associação Académica de Coimbra elleni 2–1-re elvesztett bajnoki mérkőzésen csereként. 2018. február 4-én megszerezte második mérkőzésen az első gólját a Leixões SC csapat ellen. A 2018–19-es szezont négy góllal zárta.
2019. július 13-án a szintén portugál Paços de Ferreira egyesületével kötött négyéves szerződést. Augusztus 24-én mutatkozott be a Boavista klubja ellen a 75. percben Renat Dadashov cseréjeként. 2020. október 18-án megszerezte első gólját a Santa Clara ellen.
2021. január 1-jén 2025 nyaráig írt alá a görög Olimbiakósz csapatához. Január 6-án mutatkozott be a bajnokságban az Asztérasz Trípolisz ellen 4–0-ra megnyert mérkőzésen Joszíf Holévasz cseréjeként. A szezon végén megnyerte csapatával a bajnokságot. Szeptember 16-án megszerezte első gólját a klubban a belga Royal Antwerp elleni Európa-liga találkozón. 2022. május 4-én a bajnokságban is megszerezte az első gólját a PAÓK ellen 2–1-re megnyert mérkőzésen.
2023. augusztus 7-én az orosz Szpartak Moszkva három évre igazolta le.

### A válogatottban
2016 novemberében lépett először pályára az U19-es válogatottban. 2018 márciusában Alexandru Spiridon meghívta az Elefántcsontpart elleni barátságos mérkőzés keretébe. Március 27-én be is mutatkozott a 2–1-re elvesztett válogatott mérkőzésen csereként. 2020, 2021 és 2022-ben is őt választották meg Az év moldáv labdarúgójának.

## Statisztika

### Klub
2023. április 12-i állapotnak megfelelően.
| Klub              | Szezon   | Bajnokság        | Bajnokság | Bajnokság | Kupa  | Kupa  | Ligakupa | Ligakupa | Nemzetközi | Nemzetközi | Összesen | Összesen |
| Klub              | Szezon   | Osztály          | Mérk.     | Gólok     | Mérk. | Gólok | Mérk.    | Gólok    | Mérk.      | Gólok      | Mérk.    | Gólok    |
| ----------------- | -------- | ---------------- | --------- | --------- | ----- | ----- | -------- | -------- | ---------- | ---------- | -------- | -------- |
| Porto B           | 2017–18  | Liga Pro         | 15        | 4         | 0     | 0     | —        | —        | —          | —          | 15       | 4        |
| Porto B           | 2018–19  | Liga Pro         | 32        | 0         | 0     | 0     | —        | —        | —          | —          | 32       | 0        |
| Porto B           | Összesen | Összesen         | 47        | 4         | 0     | 0     | 0        | 0        | 0          | 0          | 47       | 4        |
| Paços de Ferreira | 2019-20  | Liga NOS         | 26        | 0         | 2     | 0     | 2        | 0        | —          | —          | 22       | 0        |
| Paços de Ferreira | 2020-21  | Liga NOS         | 11        | 2         | 1     | 0     | 1        | 0        | —          | —          | 22       | 0        |
| Paços de Ferreira | Összesen | Összesen         | 37        | 2         | 3     | 0     | 3        | 0        | 0          | 0          | 43       | 2        |
| Olimbiakósz       | 2020-21  | Görög szuperliga | 20        | 0         | 3     | 0     | —        | —        | 4          | 0          | 27       | 0        |
| Olimbiakósz       | 2021-22  | Görög szuperliga | 32        | 1         | 3     | 0     | —        | —        | 13         | 1          | 48       | 2        |
| Olimbiakósz       | 2022-23  | Görög szuperliga | 25        | 0         | 4     | 0     | —        | —        | 11         | 0          | 40       | 0        |
| Olimbiakósz       | Összesen | Összesen         | 77        | 1         | 10    | 0     | 0        | 0        | 28         | 1          | 115      | 3        |
| Összesen          | Összesen | Összesen         | 161       | 7         | 14    | 0     | 3        | 0        | 28         | 1          | 206      | 8        |

### Válogatott
2022. november 20-i állapotnak megfelelően.
| Moldova  | Moldova | Moldova |
| Év       | Mérk.   | Gólok   |
| -------- | ------- | ------- |
| 2018     | 8       | 0       |
| 2019     | 8       | 0       |
| 2020     | 8       | 0       |
| 2021     | 7       | 0       |
| 2022     | 8       | 0       |
| 2023     | 0       | 0       |
| Összesen | 39      | 0       |

## Sikerei, díjai

### Klub
- Olimbiakósz
  - Görög bajnok: 2020-21,[12] 2021-22[14]

### Egyéni
- Az év moldáv labdarúgója: 2020,[19] 2021,[20] 2022[18]